# Pax (film)
Pax är en norsk-svensk dramafilm från 2011 i regi av Annette Sjursen. I rollerna ses bland andra Ellen Dorrit Petersen, Kyrre Haugen Sydness och Ida Elise Broch.

## Handling
Sju människor reser från Stockholm till Oslo, ett hjärta transporteras från en kropp till en annan och ett musikstycke ska just bli komponerat. En läkare, en nunna, en journalist, en fotograf, en förläggare, en kompositör och en tioårig flicka är bland passagerarna ombord på ett flygplan som får problem. Dagen efter är inget sig likt.

## Rollista
- Ellen Dorrit Petersen – Kathrine
- Samuel Fröler – Jon
- Ida Elise Broch – Elise
- Kyrre Haugen Sydness – Erik
- Kristoffer Joner – Peter
- Tomas von Brömssen – Andrew
- Björn Granath
- Marika Lagercrantz
- Olivia Nystedt – Angelica
- Pia Tjelta
- Anneke von der Lippe – Susan
- Annika Hallin
- Ane Dahl Torp – Anja
- Stina Ekblad
- Stig Engström – Donormann #2
- Eric Ericson – flygplansvakten
- Miran Kamala – sjukhuspersonal
- Tom Lidgard – Mikael
- Carl Netterberg – Donormann #1
- Lars Väringer – Hans
- Martin Wallström – Tim
- Andreas Wilson – Martin

## Om filmen
Filmen producerades av Finn Gjerdrum och Stein B. Kvae för Paradox Spillefilm A/S. Den spelades in mellan den 17 mars och 9 maj 2008 i Trollhättan och Oslo. Fotograf var Peter Mokrosinski och klippare Einar Egeland. Filmen premiärvisades i februari 2010 i Norge.
"Pax" i titeln är flygbolagets namn, men det är också det latinska ordet för vad rollpersonerna söker, nämligen fred.

## Mottagande
| Medium                 | Betyg |
| ---------------------- | ----- |
| VG                     | [ 4 ] |
| NRK Filmpolitiet       | [ 3 ] |
| NATT&DAG               | [ 5 ] |
| Oslopuls (Aftenposten) | [ 6 ] |
| Dagbladet              | [ 7 ] |
| Adresseavisen          | [ 8 ] |
| Dagsavisen             | [ 9 ] |